# Dinh thự của người Bukovina và Giám mục đô thành Dalmatia
Dinh thự của người Bukovina và Giám mục đô thành Dalmatia ở Chernivtsi, Ukraina được xây dựng từ những năm 1864-1882 theo thiết kế của kiến trúc sư người Séc Josef Hlávka. Hiện nay, dinh thự là một phần của Đại học Chernivtsi, được công nhận là Di sản thế giới của UNESCO vào năm 2011.

## Xây dựng
Năm 1782, sau khi thành lập Bukovina vào Chế độ quân chủ Habsburg, trụ sở của Giám mục Chính thống Đông phương của Radauti đã được chuyển đến Chernivtsi (sau đó gọi là Czernowitz). Chính quyền quân sự của tỉnh đã gấp rút xây dựng một nơi ở cho giám mục Dositei Herescu. Tòa dinh thự hoàn thành vào năm 1783 khá tồi tàn và được chia thành các phòng nhỏ thấp, với một nhà thờ nhỏ có sàn lát gạch. Do ẩm thấp nên nấm phát triển khiến tòa nhà bị sập vào năm 1790. Do đó, Herescu và những người kế nhiệm của ông là Daniil Vlahovici, Isaia Baloșescu và Eugenie Hacman trong thời gian tại vị bị buộc phải ở các phòng thuê quanh đó. Năm 1851-1852, Hacman gửi một loạt các báo cáo cho chính quyền Lviv phàn nàn về tình trạng này. Năm 1860, Bộ Tôn giáo đã ban hành một nghị định công bố một cuộc thi để chọn một kiến trúc sư thiết kế xây dựng nơi cư trú mới. Kiến trúc sư người Cộng hòa Séc Josef Hlávka đã được lựa chọn để phát triển dự án.
Trong quá trình chuẩn bị thiết kế của mình, Hlávka đã nghiên cứu truyền thống xây dựng của khu vực và xuất bản một bài báo, "Tòa nhà của Giáo hội Hy Lạp phương Đông ở Bukovina", trong Tạp chí Austrian Review năm 1866. Những đề xuất của Hlávka về khu phức hợp không chỉ bao gồm Cung điện giám mục mà còn có văn phòng hành chính, phòng họp, thư viện, trường hợp xướng, bảo tàng nghệ thuật, nhà thờ và nhà nguyện. Công trình là sự kết hợp của Kiến trúc Byzantine, Moorish với nguồn cảm hứng từ Alhambra.
Quá trình xây dựng bắt đầu từ năm 1864 nhưng đã bị trì hoãn đáng kể do các vấn đề về kỹ thuật, tình hình sức khoẻ của Hlávka từ sau năm 1872, và bất đồng giữa ông và chính quyền địa phương dẫn đến việc Hlávka xin thôi việc. Sự thiếu năng lực của người kế nhiệm Hlávka, Feliks Ksiezarski, tiếp tục trì hoãn tiến độ. Tòa nhà và nhà thờ được thánh hiến vào mùa đông năm 1882-1883.

## Mô tả
Các tòa nhà của khu phức hợp được bố trí trên ba mặt của một sân trong có chiều sâu 100 mét và rộng 70 mét. Mặt thứ tư của sân là cổng chính với những thanh chắn cao. Đối diện với cổng chính là toà nhà đơn lớn nhất của quần thể, là nơi ở của Giám mục đô thành với nhà nguyện Suceava. Tòa nhà hiện là Khoa Ngôn ngữ hiện đại của trường Đại học Chernivtsi. Tại đó có hội trường Công nghị (ngay nay là hội trường Cẩm thạch) với trần nhà được sơn. Ban đầu hội trường này có các bức chân dung của các vị vua Áo được tạo bởi Epaminonda Bucevschi (1843-1891). Các phòng lớn khác trong tòa nhà này bao gồm Thư viện cũ của Giám mục đô thành (Hội trường Xanh lam), một không gian hội họp nhỏ hơn (Hội trường Đỏ) và phòng tiếp tân cũ của Giám mục (Hội trường Xanh lá). Trong đó, Hội trường Đỏ được miêu tả là một hộp trang sức bằng gỗ đẹp tuyệt vời, có bức tranh tường giống như một trang trí tinh xảo với lụa đỏ Trung Quốc.
Bên trái của cổng chính là tòa nhà chủng viện, nhà thờ ba thánh với các bức tranh tường của Karl Jobst và nhiều nghệ sĩ khác. Ở phía đối diện là tu viện cũ ngày nay là bộ phận của khoa Địa lý của trường Đại học. Tháp đồng hồ ở tòa nhà này được trang trí Ngôi sao David giống như một cống phẩm của Cộng đồng Do Thái Czernowitz góp phần xây dựng khu phức hợp.
Tòa bộ quần thể nằm trong một công viên cảnh quan rộng lớn có tượng đài của Hlávka được điêu khắc vào năm 1937.

## Hình ảnh

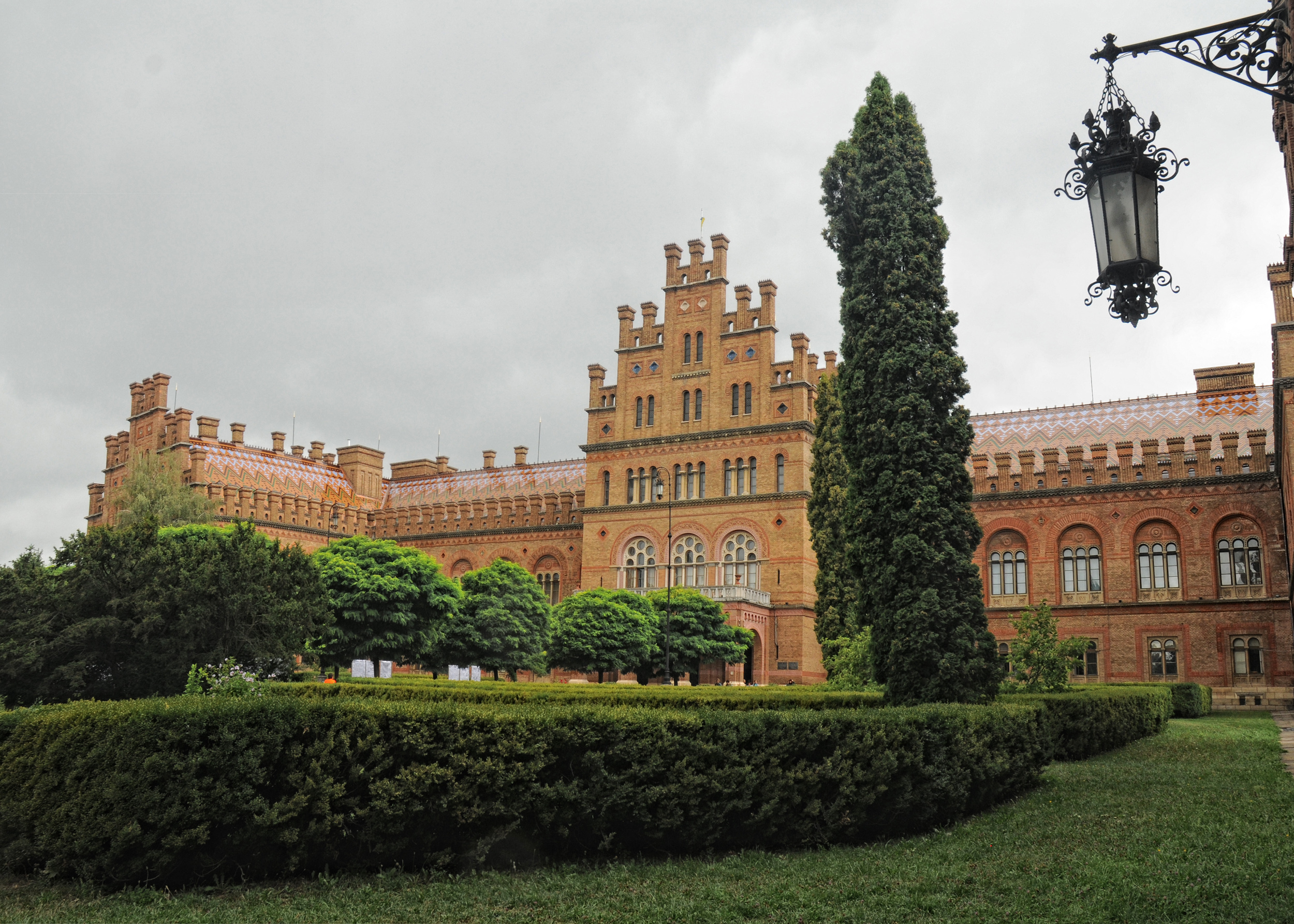
Cánh Giám mục đô thành
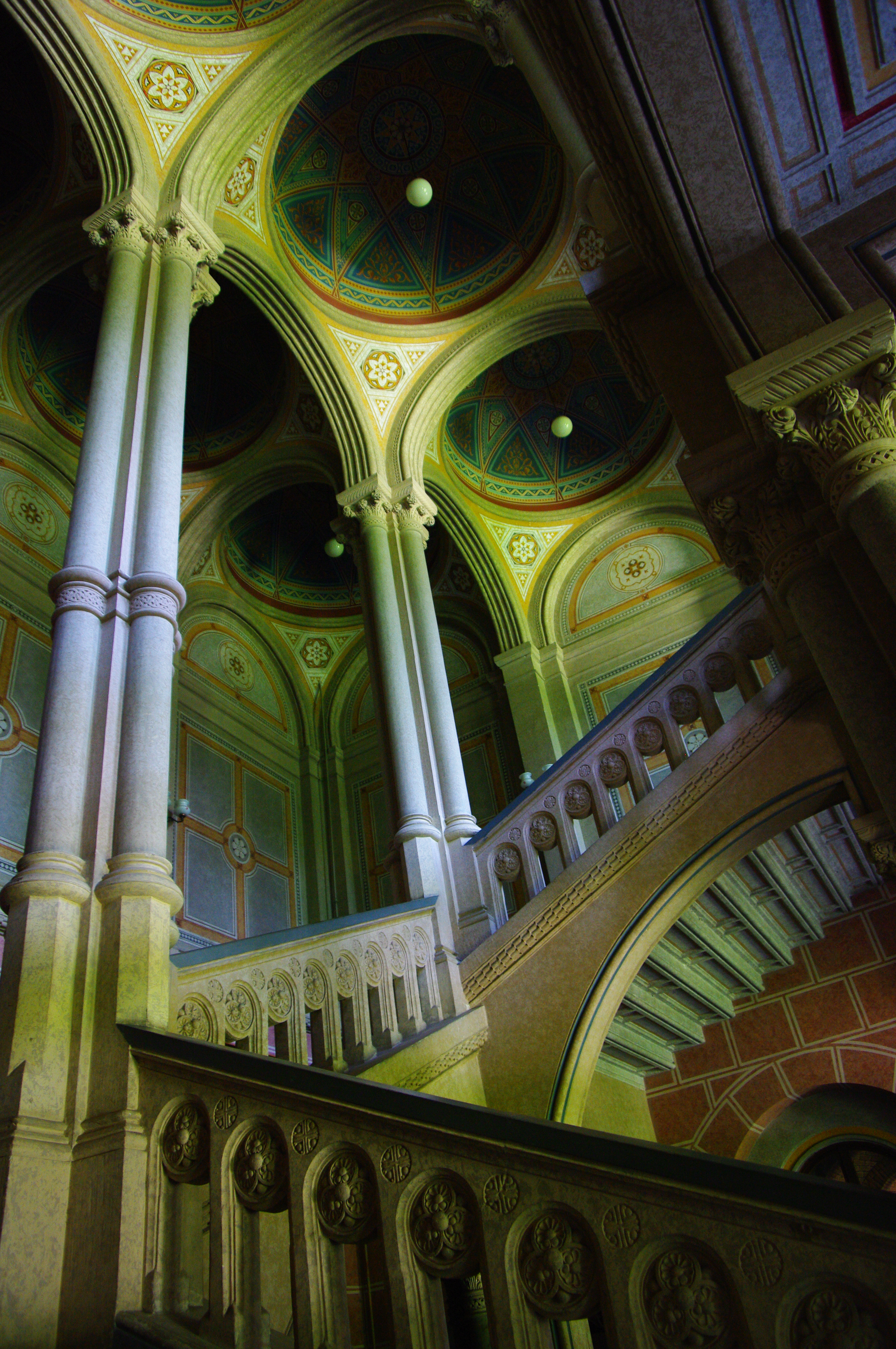
Cánh Giám mục đô thành
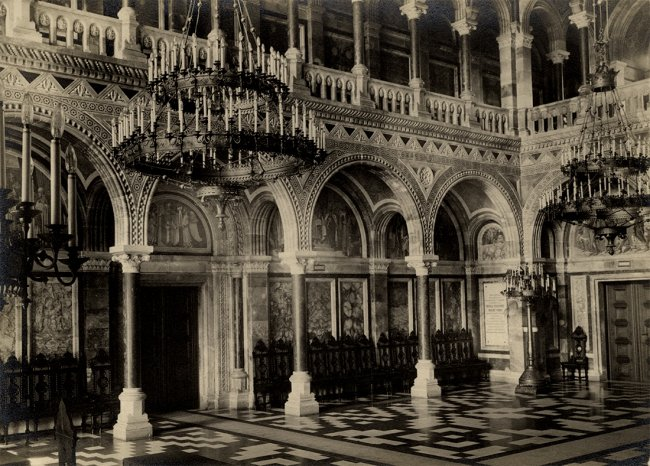
Hội trường Cẩm thạch (Cánh Giám mục đô thành)
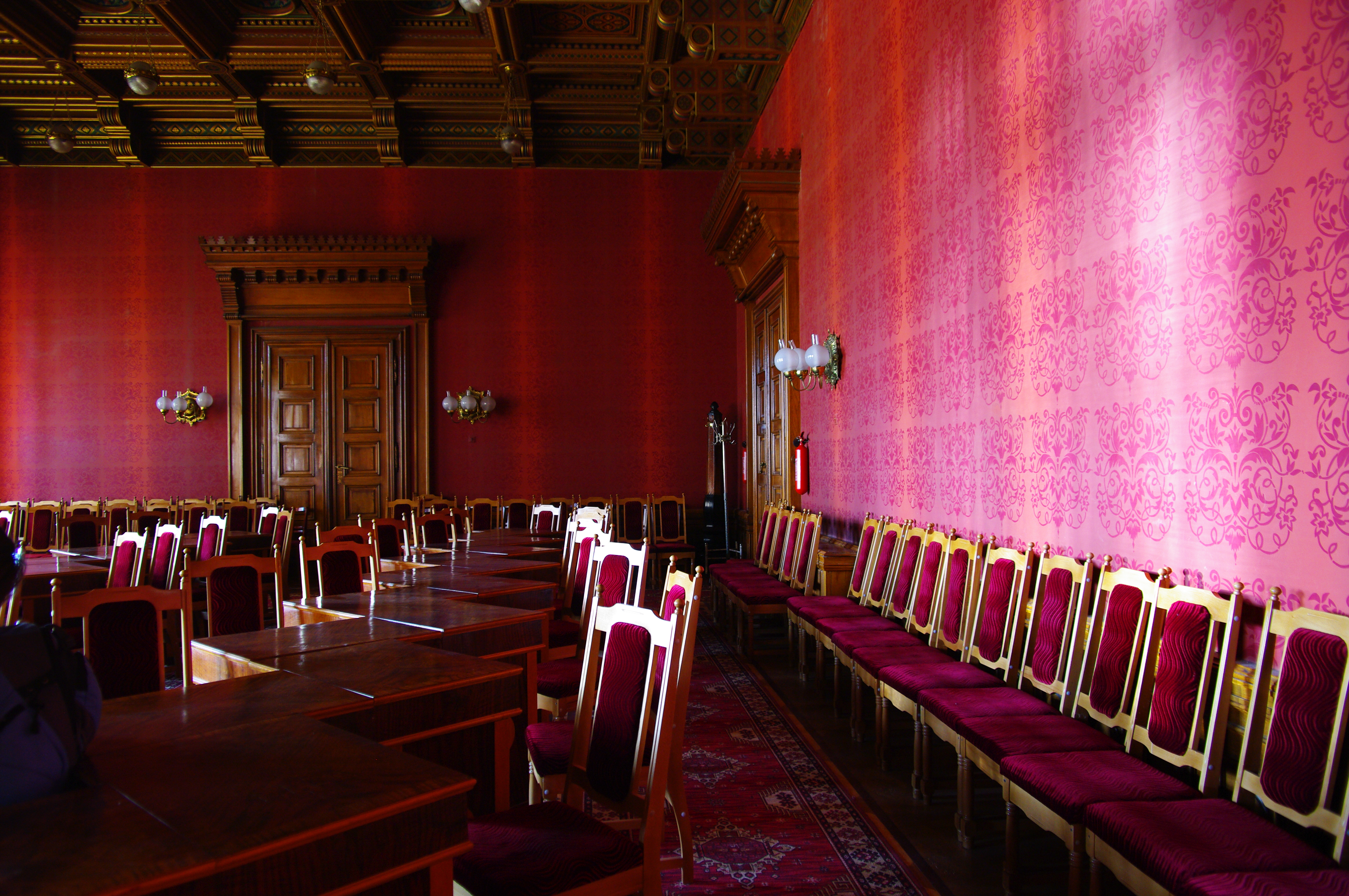
Hội trường Đỏ (Cánh Giám mục đô thành)
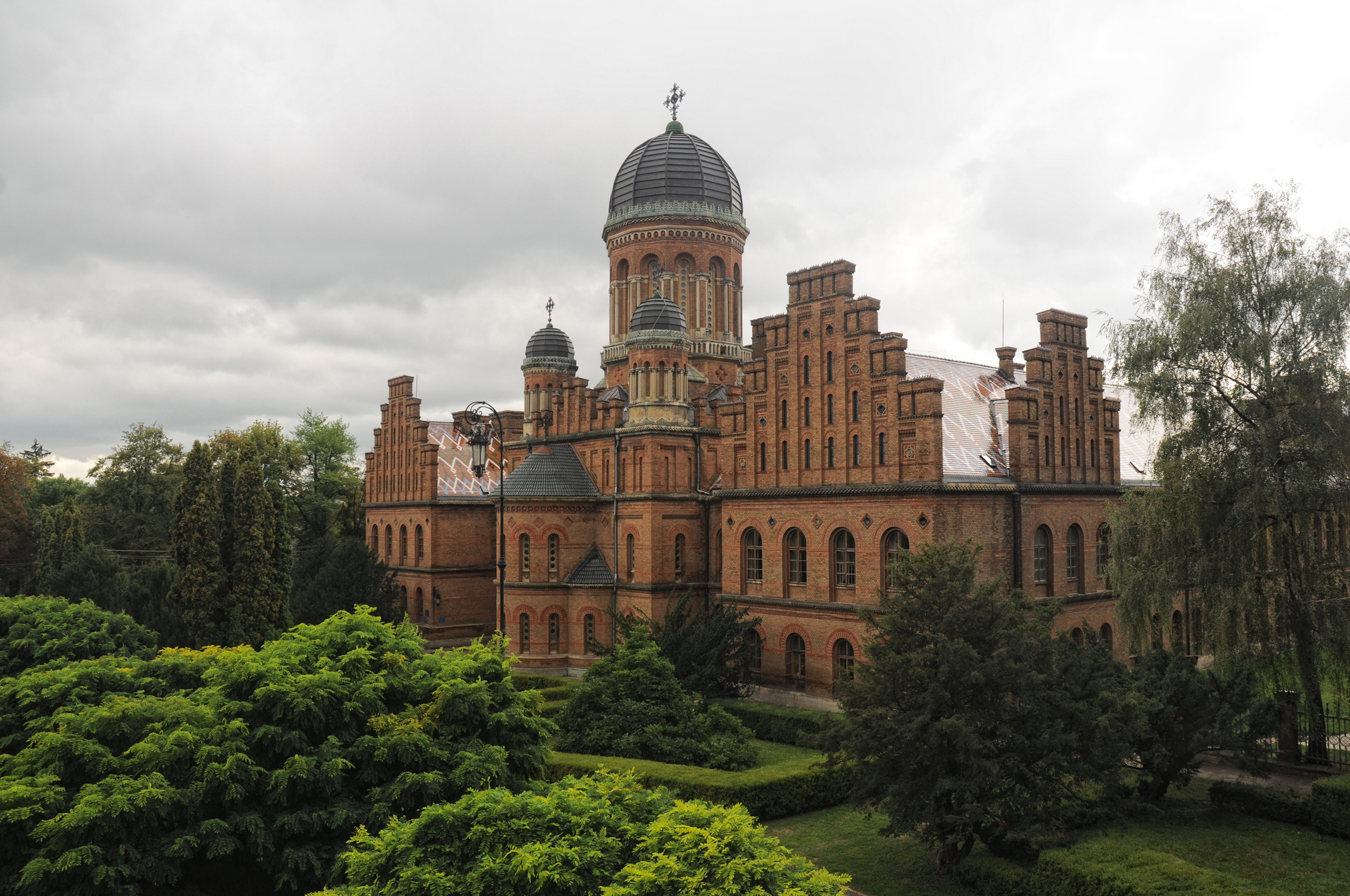
Cánh chủng viện
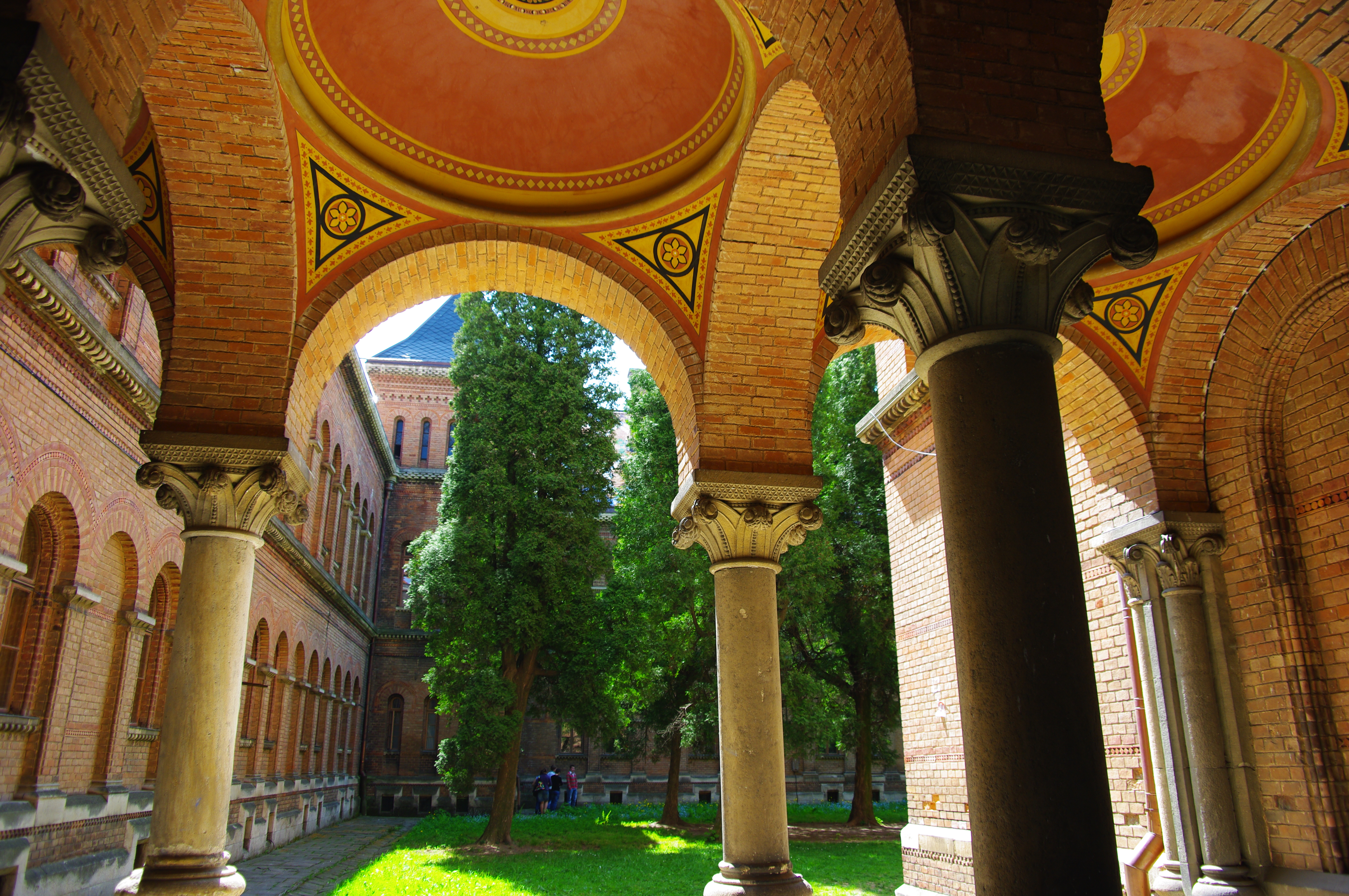
Cánh chủng viện

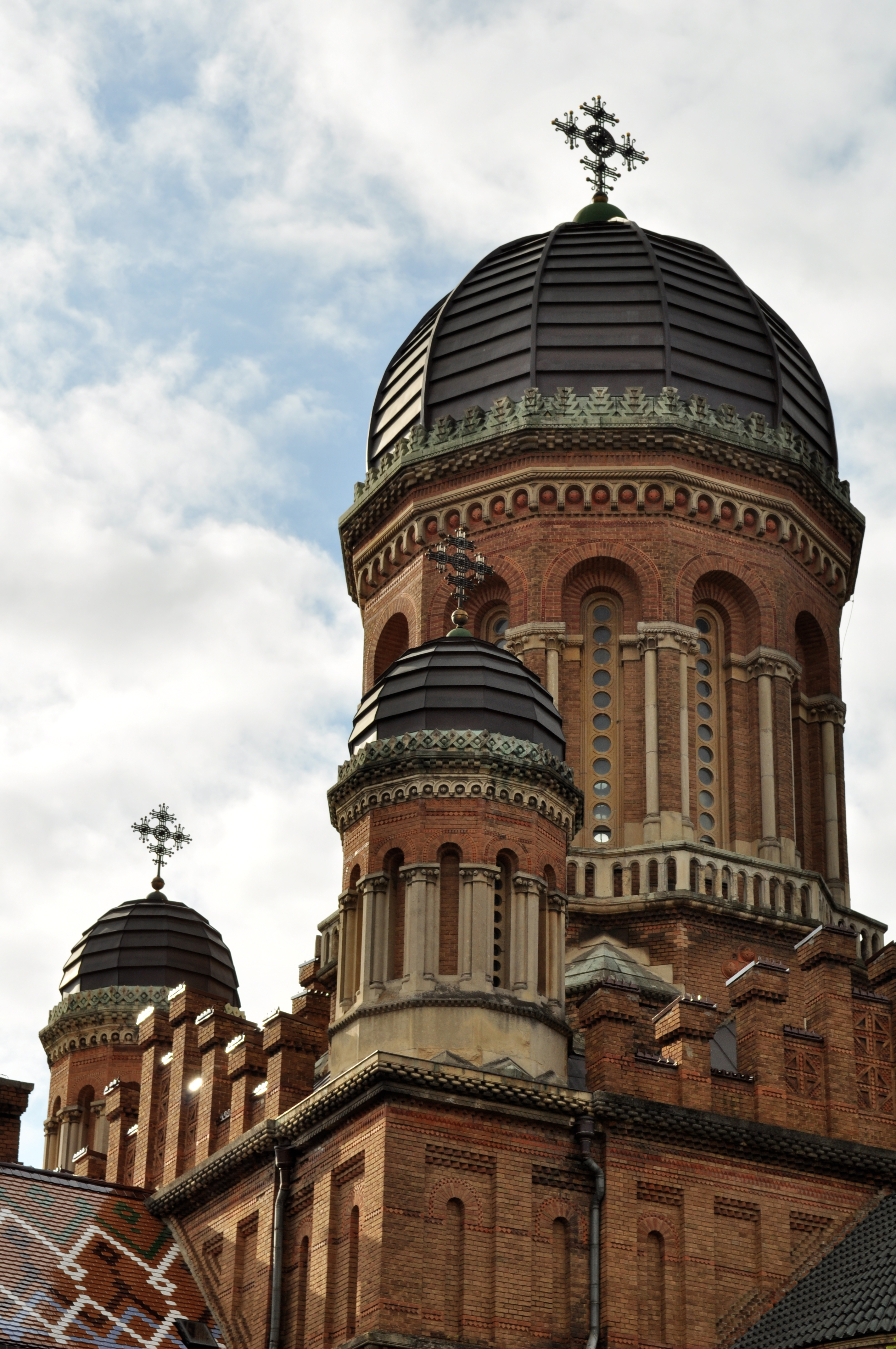
Giáo hội Chủng viện
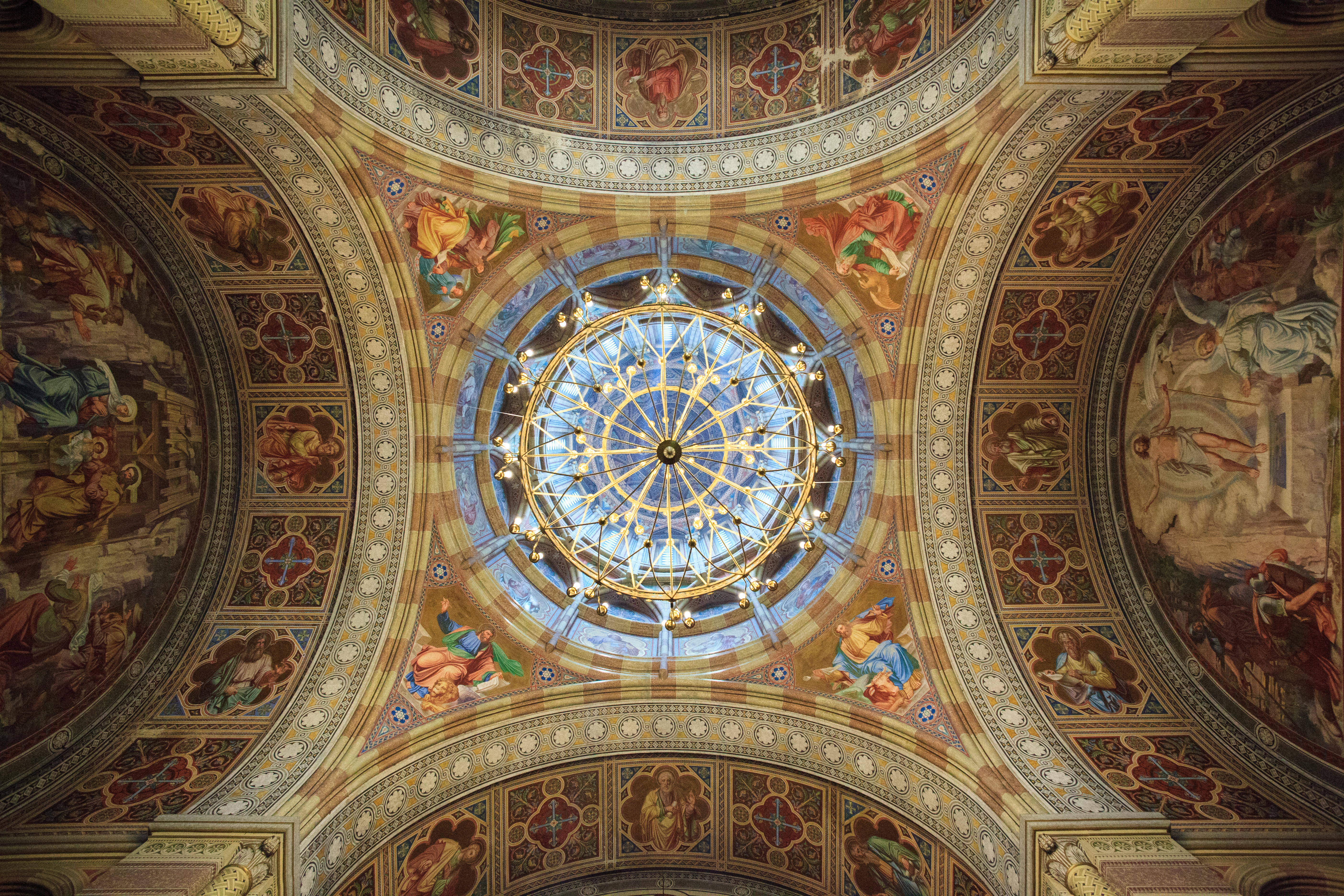
Giáo hội Chủng viện
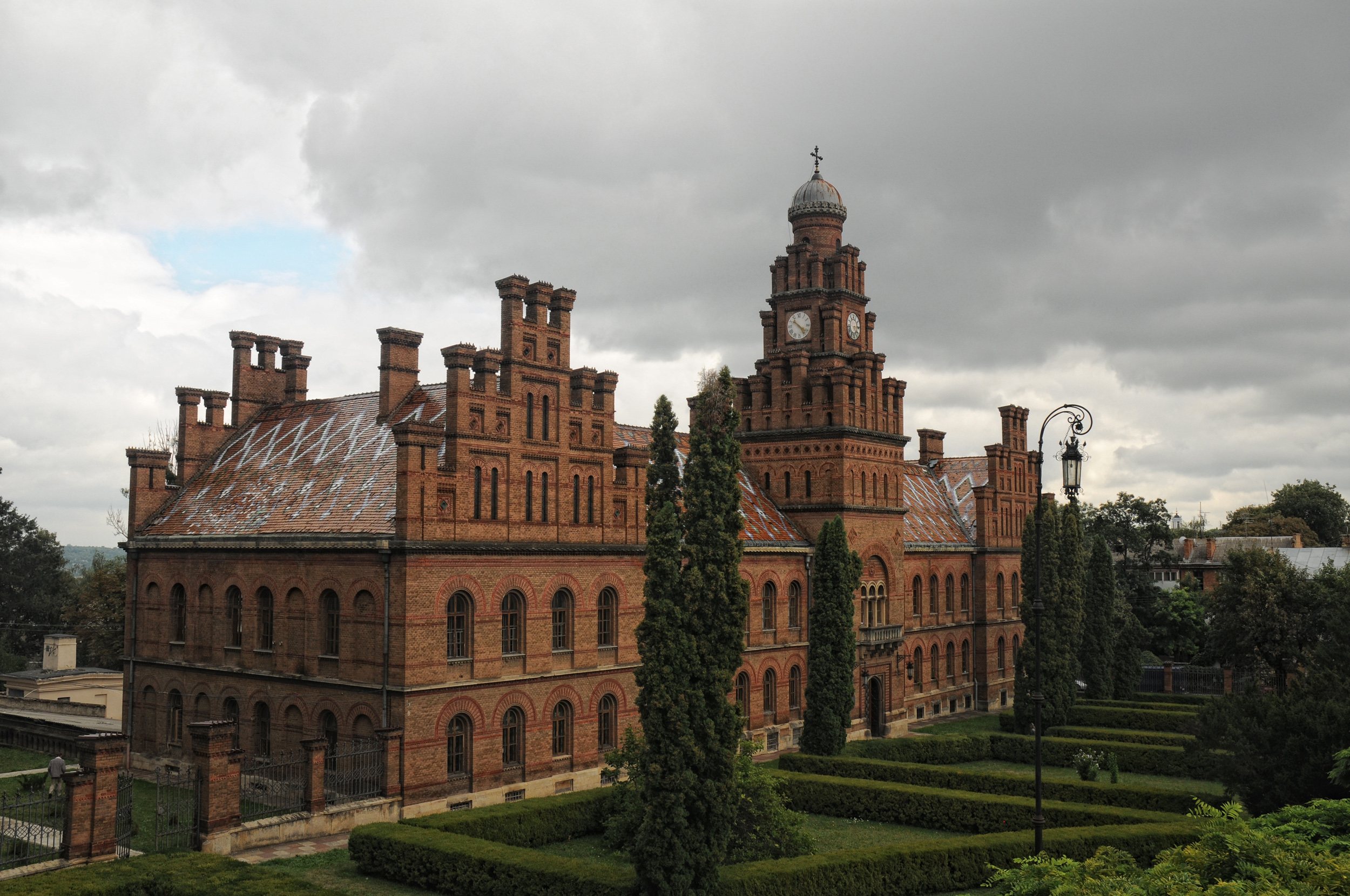
Cánh tu viện
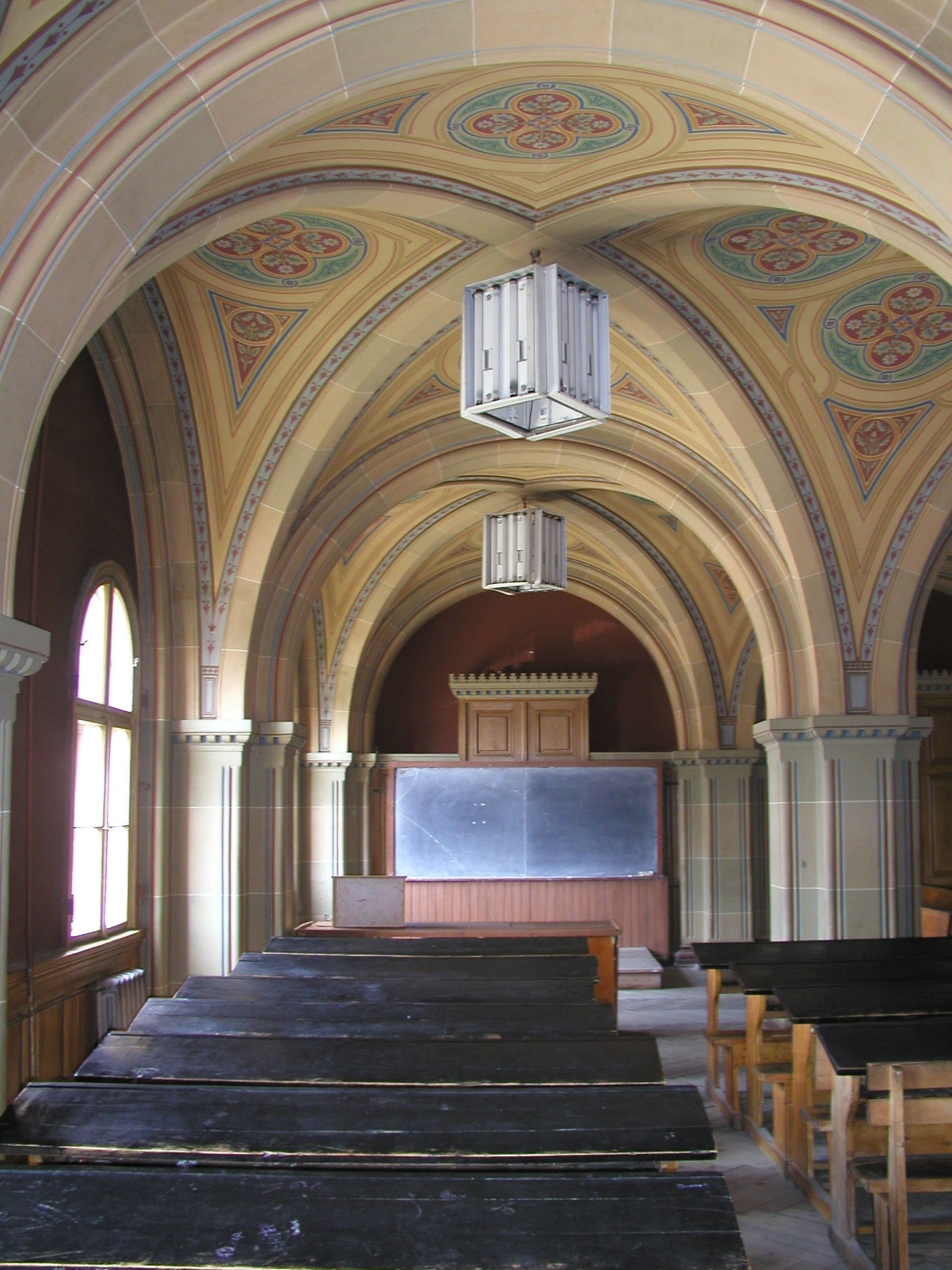
Thính phòng tu viện
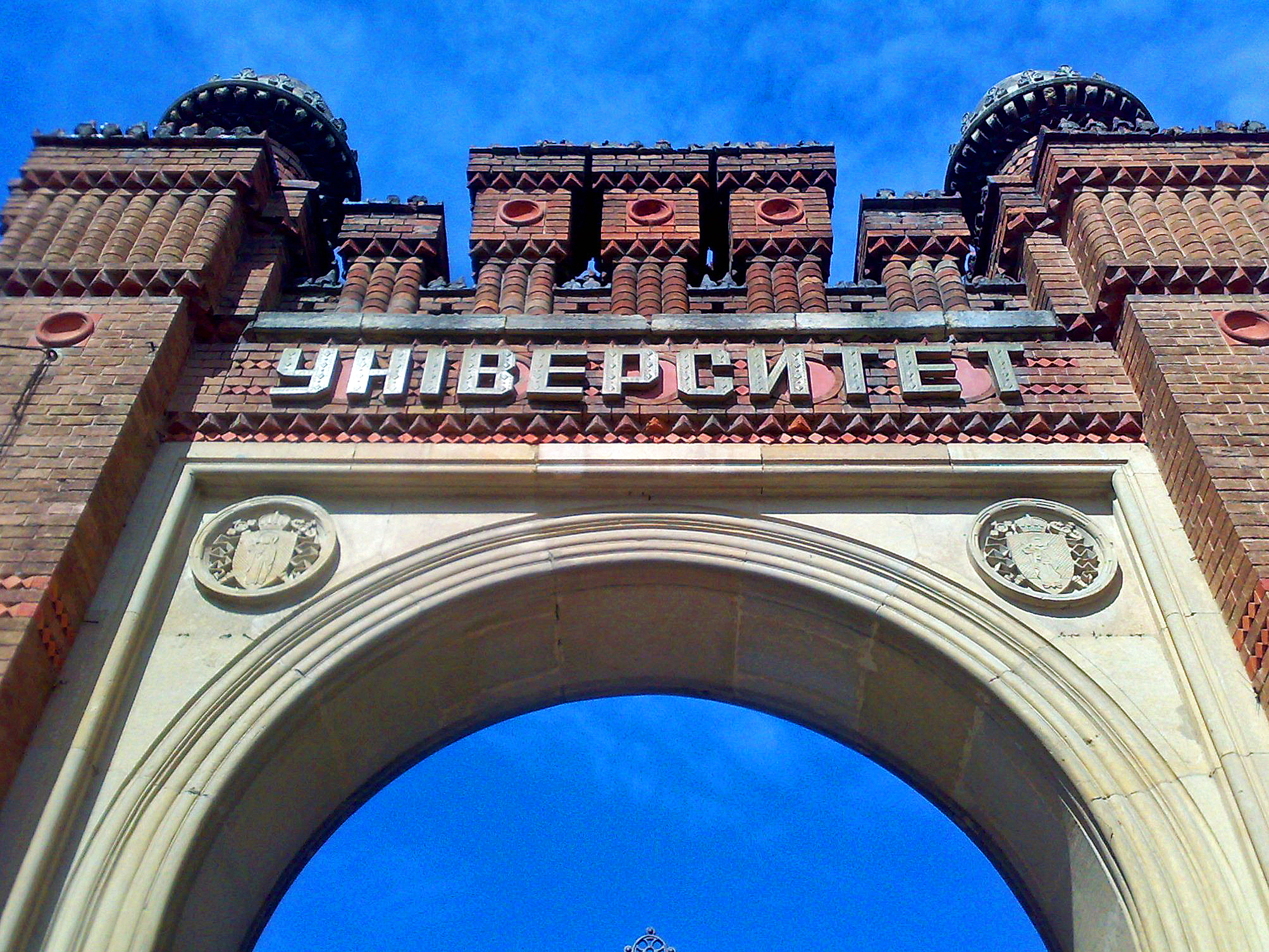
Cổng dinh thự
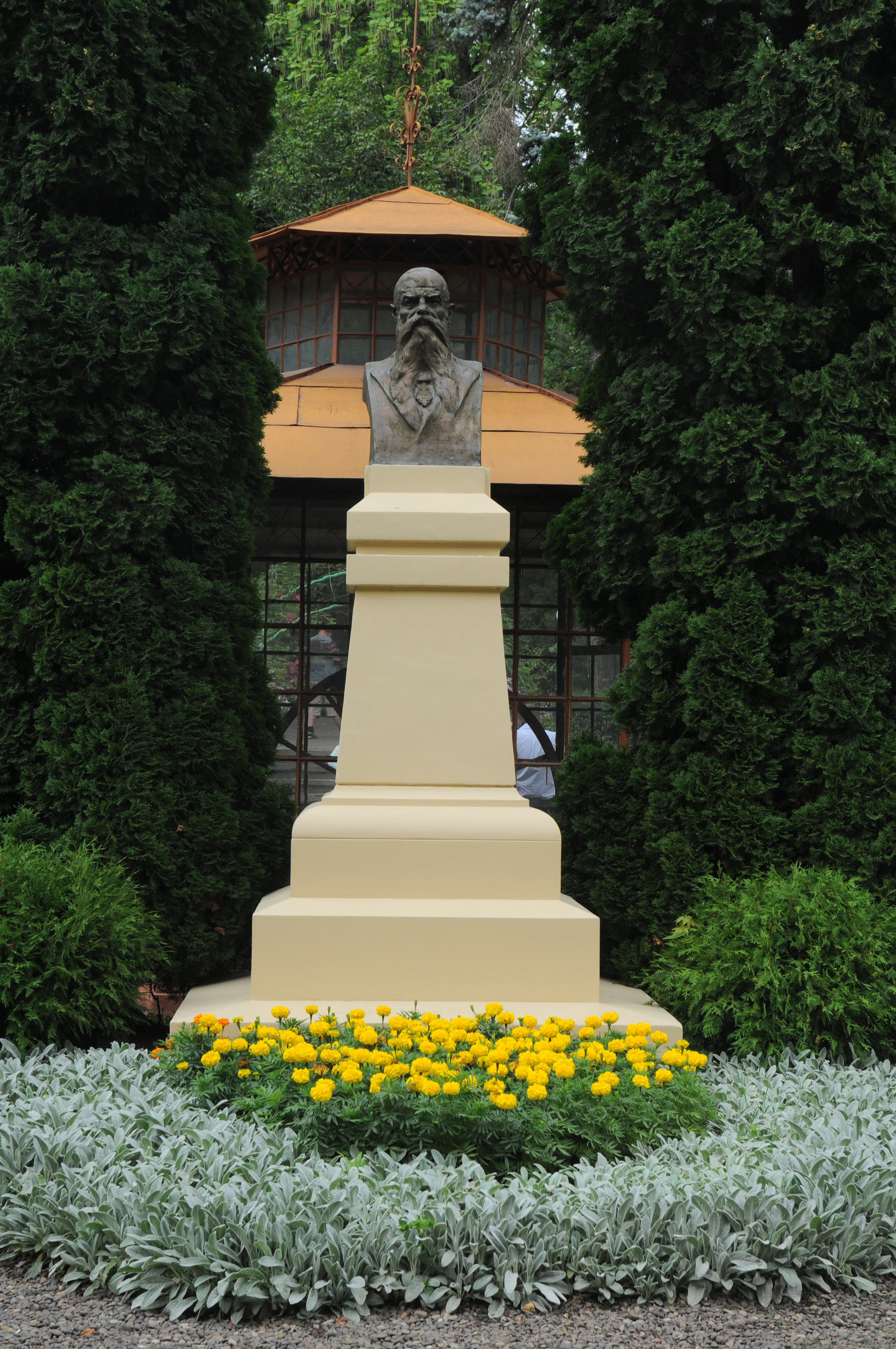
Tượng đài Hlávka